# Kino Ballada w Stalowej Woli
Kino Ballada – kino cyfrowe, kino, które funkcjonowało w Stalowej Woli od 20 kwietnia 1958 roku do 31 października 2018 roku. Ostatnim dyrektorem była Marta Haczyk.
Budowa budynku kina rozpoczęła się w połowie lat 50. pod kierownictwem inż. Alojzego Sztwiertni (szefa Zakładu Budynków Miejskich), a zakończyła dopiero w roku 1958 - w 1954 były finanse na kino, a nie było dokumentacji, z kolei rok później była już dokumentacja, ale brakło funduszy. Kino stało w stanie surowym od końca 1955 roku. Przez powolne tempo prac radni miasta chcieli nawet wysłać delegata do Zarządu Kinematografii do Warszawy.
Gdy "Balladę" w końcu otwarto było ono największym kinem w województwie, a kierownikiem został Edward Gołębiewski. Pierwszy film wyświetlono 20 kwietnia 1958 roku, a była nim "Paryżanka". W repertuarze znajdowały się zarówno filmy dla dzieci, dla młodzieży, jak i dla dorosłych.
W 1962 "Balladę" zasilili pracownicy zamkniętego kina "Stal", którego kierowniczka, Zdzisława Zielińska, została zastępcą Gołębiewskiego.
W ostatnich latach kino posiadało jedną salę z 405 miejscami, ekranem perełkowym i nagłośnieniem Dolby Digital. W repertuarze znajdowały się projekcje analogowe i cyfrowe (2D i 3D).
W grudniu 2015 Miasto Stalowa Wola wygrało przetarg na zakup całego budynku, w którym mieściło się kino, ogłoszony przez ówczesnego właściciela Apollo Film.
31 października 2018 roku wyświetlono ostatni seans "Zwyczajna przysługa".